# Гамуляково
Гамуляково (словац. Hamuliakovo) — село, громада округу Сенець, Братиславський край, південно-західна Словаччина. Кадастрова площа громади — 10,95 км².
Населення 2212 осіб (станом на 31 грудня 2017 року).

## Історія
Гамуляково згадується в 1242 році.

## Населення
| Рік:            | 1994. | 2004.    | 2014.    | 2024.    |
| --------------- | ----- | -------- | -------- | -------- |
| Кількість осіб: | 778   | 1108     | 1674     | 3036     |
| Різниця:        |       | +42,41 % | +51,08 % | +81,36 % |

| Рік:            | 2023. | 2024.   |
| --------------- | ----- | ------- |
| Кількість осіб: | 2927  | 3036    |
| Різниця:        |       | +3,72 % |